# Амангильдинский сельсовет (Учалинский район)
Амангильдинский сельсовет — муниципальное образование в Учалинском районе Башкортостана.
Административный центр — деревня Малоказаккулово.

## История
Согласно Закону о границах, статусе и административных центрах муниципальных образований в Республике Башкортостан имеет статус сельского поселения.
Закон Республики Башкортостан от 17 декабря 2004 г. № 125-з «Об изменениях в административно-территориальном устройстве Республики Башкортостан, изменениях границ и преобразованиях муниципальных образований в Республике Башкортостан», статья 2 «Изменения границ и преобразования муниципальных образований в Республике Башкортостан», п. 29 гласит:

29) по Учалинскому району и городу Учалы:

а) «Амангельдинский сельсовет» на «Амангильдинский сельсовет»;
б) «Миндякский поссовет города Учалы» на «Миндякский сельсовет»

## Население
| 2002  | 2009  | 2010  | 2012  | 2013  | 2014  | 2015  |
| ----- | ----- | ----- | ----- | ----- | ----- | ----- |
| 1173  | ↗1338 | ↘1103 | ↗1107 | ↘1086 | ↘1036 | ↘1024 |
| 2016  | 2017  | 2018  |       |       |       |       |
| ↘1017 | ↘995  | ↘978  |       |       |       |       |

## Состав сельского поселения
| № | Населённый пункт | Тип населённого пункта          | Население |
| - | ---------------- | ------------------------------- | --------- |
| 1 | Малоказаккулово  | деревня, административный центр | ↘110      |
| 2 | Сураманово       | деревня                         | ↘291      |
| 3 | Кучуково-Маяк    | деревня                         | ↘135      |
| 4 | Калуево          | деревня                         | ↘134      |
| 5 | Галиахмерово     | деревня                         | ↘124      |
| 6 | Амангильдино     | деревня                         | ↗309      |

## Известные уроженцы
- Галяутдинов, Ишмухамет Гильмутдинович (1 января 1948 — 10 октября 2015) — советский и российский языковед, член-корреспондент Академии наук Республики Башкортостан (1995), доктор филологических наук (1992), профессор (1994), Заслуженный работник культуры Российской Федерации (2005)[13][14].
- Муртазин, Муса Лутович (20 декабря 1891 — 27 сентября 1937) — видный военный деятель, активный участник Гражданской войны в России, деятель Башкирского национального движения, Председатель ЦИК Башкирской АССР (1921—1922)[15][16].